# Geslacht (taalkunde)
Geslacht, grammaticaal geslacht, woordgeslacht of genus is de traditionele verdeling van zelfstandige naamwoorden in vrouwelijke, mannelijke en onzijdige woorden. Elk geslacht gaat gepaard met woordsoorten als lidwoorden, aanwijzende voornaamwoorden, bijvoeglijke naamwoorden, bezittelijke en verwijzende voornaamwoorden als zij in grammaticaal verband staan met het zelfstandig naamwoord (overeenkomst in geslacht ofwel congruentie).
Het aantal geslachten verschilt sterk van taal tot taal (van 0 tot ca. 20). Het Nederlands kent drie geslachten, zie Geslacht (Nederlands).

## Terminologie
Geslacht is de Nederlandse vertaling van het Latijnse genus. Het verschijnsel dat het onderscheid tussen de woordgeslachten vervaagt en verdwijnt heeft in de taalkunde de Latijnse benaming genus commune, vernederlandst als commuun genus. Ook de Engelse term common gender wordt geregeld gebruikt. In het Nederlands heet het verschijnsel zijdig, gemeenschappelijk of gemeenslachtig.
In sommige andere taalfamilies, zoals de Kaukasische talen en de Bantoetalen, worden de talrijke geslachten niet benoemd, maar genummerd.

## Diachrone ontwikkelingen
De Indo-Europese talen kenden oorspronkelijk drie geslachten: mannelijk, vrouwelijk en onzijdig. In sommige van deze talen (waaronder het Nederlands  (behalve in Vlaanderen), Engels, Fries en Deens) is het onderscheid tussen mannelijk en vrouwelijk geheel of grotendeels verdwenen en/of hoofdzakelijk beperkt tot de schrijftaal.
In de Romaanse talen is het onzijdige geslacht, dat in het Latijn nog bestond, verdwenen. Hier bestaan dus enkel aparte lidwoorden en uitgangen voor mannelijk en vrouwelijk. De meeste zelfstandige naamwoorden die in het Latijn onzijdig waren, hebben in de Romaanse talen het mannelijke geslacht gekregen.

## Diagnostiek
Moedertaalsprekers van een taal leren vanzelf tot welk geslacht een woord behoort, en dus ook hoeveel geslachten er in hun taal bestaan. Taalkundigen hanteren daarnaast een formele procedure om het aantal geslachten te bepalen.
Het aantal geslachten in de grammatica van een taal wordt vastgesteld aan de hand van het aantal vormen in het paradigma van die elementen die qua geslacht met het zelfstandig naamwoord congrueren. In het Duits bijvoorbeeld heeft het bijvoeglijk naamwoord in de nominatief enkelvoud (maximaal) drie vormen die bij naamwoorden van verschillende klassen voorkomen (ein guter Mann, eine gute Frau, ein gutes Kind); tevens vinden we in het enkelvoud een drietal bepaalde lidwoorden die bij de verschillende klassen voorkomen (der Mann, die Frau, das Kind); op deze manier wordt vastgesteld dat het Duits drie geslachten kent. Echter wordt dit systeem door de naamvalverbuiging nog verder gecompliceerd en kent het Duits in het geheel zes bepaalde lidwoorden. Een onderscheiding van drie geslachten zien we bijvoorbeeld ook terug in het Latijn en (oud-)Grieks.
Het Frans heeft volgens deze diagnostiek net als de meeste andere Romaanse talen nog slechts twee geslachten (un beau garçon tegenover une belle fille): masculin (mannelijk) en féminin (vrouwelijk).
Het moderne Engels kent volgens deze diagnostiek in principe geen grammaticaal geslacht. In formeel en literair/poëtisch taalgebruik wordt echter een enkele keer nog wel naar onbezielde dingen – zoals een schip – met she en her verwezen, of er wordt gebruikgemaakt van mannelijke verwijswoorden. Naar een kind wordt dan weer verwezen met it (het).
Het Nederlands heeft historisch drie grammaticale geslachten, maar het onderscheid tussen mannelijk en vrouwelijk is met name in de spreektaal sterk vervaagd, zodat er de facto twee geslachten zijn: onzijdig en commuun genus ofwel zijdig. In de verzorgde schrijftaal en in België onder invloed van de spreektaal die de driedeling grammatisch behouden heeft, bestaat het onderscheid tussen mannelijk en vrouwelijk nog wel. Het komt dan alleen tot uiting in de verwijzende voornaamwoorden (hij, zij, hem, zijn, haar), aangezien de andere formele kenmerken (verschillende lidwoorden, naamvalsuitgangen e.d.) zijn verdwenen.

## Oorsprong
De oorsprong van het grammaticaal geslacht is waarschijnlijk gelegen in de wenselijkheid de werkelijkheid in categorieën in te delen. Culturen verschillen dan in de aard van de categorieën die onderscheiden worden, wat leidt tot verschillende aantallen en soorten geslachten. In de Bantoetalen zijn de woordklassen oorspronkelijk gebaseerd op kenmerken als [menselijk], [levend], alsook kenmerken die te maken hebben met afmeting en vorm.
Voor het Proto-Indo-Europees (PIE), waarvan o.a. het Nederlands afstamt, neemt men aan dat het oorspronkelijk eveneens twee geslachten had, een voor naamwoorden die levende wezens aanduiden en één, het latere onzijdig, voor alle overige naamwoorden.:103 Dit onderscheid is in sommige Latijnse en Griekse naamwoordklassen, die mannelijk en vrouwelijk niet onderscheiden, nog terug te vinden en is eveneens nog aanwezig in de Anatolische talen.:59 Woodard meent echter dat het Anatolisch een driegeslachtensysteem erfde van het Indo-Europees. In een later stadium van het PIE zou een derde geslacht zijn ontstaan voor collectiva en abstracte concepten, aanvankelijk aangeduid met een suffix, dat uiteindelijk tot het vrouwelijk geslacht zou evolueren. Het gebruik van het vrouwelijk geslacht voor collectiva is nog terug te zien in woorden als jeugd.:118
De morfemen die geslachtskenmerken uitdrukken, zijn in veel gevallen door grammaticalisatie ontstaan uit classifiers (classificatiepartikels, vergelijkbaar met woorden als berg en stuks in een berg zand en twee stuks vee), die zelf weer van oorsprong zelfstandige naamwoorden zijn.

## Grammaticaal vs. biologisch geslacht
Er bestaat geen noodzakelijk verband tussen grammaticaal geslacht en biologisch (natuurlijk) geslacht, maar in talen als Frans en Duits is er een onmiskenbare correlatie. Zelfs in die talen kan het grammaticaal geslacht tegengesteld zijn aan het biologische; een schoolvoorbeeld daarvan is het Franse la sentinelle (de schildwacht) - de persoon is haast altijd een man maar het genus is vrouwelijk. In het Nederlands en Duits is een wijf respectievelijk Weib onzijdig en zijn bovendien alle verkleinwoorden onzijdig.
Bij persoonlijke en bezittelijk voornaamwoorden prevaleert vaak het biologisch geslacht. Men gebruikt dus zij en haar als men naar een wijf of meisje verwijst.
Dat is niet in alle talen zo. In het Frans gebruikt men het vrouwelijke elle als men naar la sentinelle of naar Sa Majesté verwijst, en in het laatste geval is dus niet duidelijk of men de koning of de koningin bedoelt. Bekend is ook de liedtekst "Il avait un joli nom, mon guide, Nathalie" - het mannelijke il wordt gebruikt omdat guide mannelijk is.
Het geslachtskenmerk kan uitgedrukt worden in de vorm van het naamwoord zelf, alsook in de vorm van lidwoorden, bijvoeglijke naamwoorden, werkwoorden en andere elementen die met het naamwoord in een congruentierelatie staan. In bijvoorbeeld het Nederlands en het Duits bestaat wel woordgeslacht, maar geen geslachtscongruentie tussen een zelfstandig naamwoord en een persoonsvorm of tussen een persoonlijk voornaamwoord en een persoonsvorm, maar in andere talen zoals de Slavische talen, de Semitische talen en de Bantoetalen bestaan dergelijke verbanden wel.